# Ctenocompa vafra
Ctenocompa vafra är en fjärilsart som beskrevs av Edward Meyrick 1921. Ctenocompa vafra ingår i släktet Ctenocompa och familjen säckspinnare. Inga underarter finns listade i Catalogue of Life.